# Opaskwayak Cree Nation 21I
Opaskwayak Cree Nation 21I (engelska: Opaskwayak) är ett reservat i Kanada.   Det ligger i provinsen Manitoba, i den centrala delen av landet, 2 100 km väster om huvudstaden Ottawa.
Trakten runt Opaskwayak Cree Nation 21I består till största delen av jordbruksmark. Runt Opaskwayak Cree Nation 21I är det mycket glesbefolkat, med 2 invånare per kvadratkilometer.